# الشبابة
الشبابة آلةٌ موسيقية نفخيّة عبارة عن أنبوبةٍ مُجَوَّفة من القصب أو المعدن، وطولها نحو نصف متر أو أقلّ بقليل، ولها ستة ثقوب تبعد عن بعضها بمقدار ما يبعد الإصبع عن الآخر أو أكثر بقليل.
تشبه الناي في شكلها وعرفت باسم «القصيبة» في شمالي «الجولان» وعند البدو والتركمان، كما عرفت باسم «الكعيبة» أو «الشعيبة» عند التلاوية في منطقة «البطيحة»

## المبنى
تصنع الشبابة من قصبة بطول /38/ سم تقريباً أو من أنبوب معدني بالطول نفسه ويكون القطر الداخلي للشبابة /16/ مم، وعلى بعد /5/ سم من نهاية القصبة نبدأ بتثقيب الشبابة كل ثقب بقطر /6-7/ مم ويكون عدد الثقوب فيها خمسة وكلها على خط مستقيم والمسافة بين كل ثقب والذي يليه /3/ سم.
لصنع الشبابة في «الجولان» لن تحتاج إلا للقصب وهو متوافر في بيئة «الجولان» بكثرة، ويسهم في صناعة الشبابة وغيرها من الآلات الموسيقية النفخية التراثية القصب أو المعدن استعمال النار لتسخين القضيب المعدني الذي يثقب شبابة القصب أو اليرغول أو المجوز، ويستعمل المثقب الكهربائي لتثقيب الشبابة المصنوعة من المعدن، والمبرد يستعمل لتنظيف الثقوب من الزوائد المعدنية بعد ثقبها، كما يسخن قضيب معدني حتى يجمر من أجل تثقيب الآلات المصنوعة من القصب ونحتاج لمتر لتحديد الأطوال والأبعاد
كانت تُصنع في البداية من البوص، ثم أصبحت تصنع فيما بعد من أنبوب من الألمنيوم لخفته وسهولة ثقبه، أو من معادن أخرى كالحديد والنحاس، ثم صنعت بعد ذلك من أنبوب من البلاستيك الصلب المجوّف.

## استعاملها
يُنفخ في طرف فتحتها العليا فتُخرج صوتاً يُعَدّلهُ العازفُ بتحريك أصابع يديه ليخرج له اللحن الذي يريده.
واللحن عبارة عن صفيرٍ يُخرجه الإنسان بأن يزمّ شفتيه وينفخ من أنفاسه هواءً يدفعه ويُحرِّكه بطرف لسانه